# Rudbeckia hirta
Rudbeckia hirta là một loài thực vật có hoa thuộc họ Cúc (Asteraceae), bản địa miền Đông và Trung Bắc Mỹ và đã lan rộng sang phần phía Tây, và Trung Quốc. Nó hiện sinh sống ở 10 Tỉnh của Canada và 48 bang của Hoa Kỳ.